# Stephanopis macrostyla
Stephanopis macrostyla là một loài nhện trong họ Thomisidae.
Loài này thuộc chi Stephanopis. Stephanopis macrostyla được Cândido Firmino de Mello-Leitão miêu tả năm 1929.